# Brunsville
Brunsville és una població dels Estats Units a l'estat d'Iowa. Segons el cens del 2000 tenia 146 habitants.

## Demografia
Segons el cens del 2000, Brunsville tenia 146 habitants, 59 habitatges, i 41 famílies. La densitat de població era de 234,9 habitants per km².
Dels 59 habitatges en un 35,6% hi vivien nens de menys de 18 anys, en un 59,3% hi vivien parelles casades, en un 6,8% dones solteres, i en un 30,5% no eren unitats familiars. En el 25,4% dels habitatges hi vivien persones soles el 15,3% de les quals corresponia a persones de 65 anys o més que vivien soles. El nombre mitjà de persones vivint en cada habitatge era de 2,47 i el nombre mitjà de persones que vivien en cada família era de 2,98.
Per edats la població es repartia de la següent manera: un 27,4% tenia menys de 18 anys, un 11% entre 18 i 24, un 21,2% entre 25 i 44, un 20,5% de 45 a 60 i un 19,9% 65 anys o més.
L'edat mediana era de 40 anys. Per cada 100 dones de 18 o més anys hi havia 112 homes.
La renda mediana per habitatge era de 47.188 $ i la renda mediana per família de 47.841 $. Els homes tenien una renda mediana de 34.643 $ mentre que les dones 21.250 $. La renda per capita de la població era de 23.200 $. Cap de les famílies estaven per davall del llindar de pobresa.

## Poblacions més properes
El següent diagrama mostra les poblacions més properes.